# International Financial Reporting Standard 7
Der International Financial Reporting Standard 7 - Finanzinstrumente: Angaben (IFRS 7) ist eine Rechnungslegungsvorschrift des International Accounting Standards Board (IASB). Der internationale Rechnungslegungsstandard (IFRS) des International Accounting Standards Board (IASB), regelt die Darstellung von Finanzinstrumenten (vornehmlich) im Anhang (Jahresabschluss). Die Darstellung von Finanzinstrumenten (Klassifizierung) wird in International Accounting Standard 32 geregelt. Ansatz und Bewertung von Finanzinstrumenten ist Gegenstand von International Accounting Standard 39.
IFRS 7 regelt die Angaben zu Finanzinstrumenten und gilt sowohl für solche Finanzinstrumente, die nach IAS 39 in der Bilanz anzusetzen sind, als auch für solche, die die Ansatzkriterien nicht erfüllen (z. B. bereits ausgebuchte Forderungen).

## Zweck
Zielsetzung des IFRS 7 ist es, den Adressaten des Jahresabschlusses entscheidungsrelevante Informationen über die Bedeutung von Finanzinstrumenten für die Vermögens-, Erfolgs- und Finanzlage berichterstattender Unternehmen sowie die von den Finanzinstrumenten ausgehenden Risiken und deren Handhabung (Risikomanagement) zu geben.

## Entwicklung, Anwendung und Anwendungsbereich des IFRS 7
IFRS 7 wurde am 18. August 2005 vom IASB veröffentlicht. Er fasst die zuvor in IAS 32 enthaltenen allgemeinen Vorschriften sowie die branchenspezifischen Vorschriften des nicht mehr gültigen IAS 30 zu Angaben zu Finanzinstrumenten im Abschluss zusammen. Es ist von allen Unternehmen auf alle Arten von Finanzinstrumenten für Geschäftsjahre anzuwenden, die am oder nach dem 1. Januar 2007 beginnen.
Nicht in den Anwendungsbereich von IFRS 7 fallen jedoch u. a. Beteiligungen an Tochterunternehmen o. Ä., Versorgungspläne für Mitarbeiter, Versicherungsverträge und anteilsbasierte Vergütungen, da die Darstellung dieser Sachverhalte in anderen Standards geregelt wird.

## Regelungen
Klassenbildung:
IFRS 7 verlangt die Gruppierung von Finanzinstrumenten nach bestimmten Merkmalen zu Finanzinstrument-Klassen, die zu Bilanzpositionen überleitbar sein sollen, und auf die sich eine Reihe von Angabepflichten beziehen.
Angaben zur Bilanz:
- Buchwerte je Finanzinstrument-Klassen
- weitreichende Angaben zu Finanzinstrumenten, die nach Maßgabe der Fair Value-Option erfolgswirksam zum beizulegenden Zeitwert bewertet werden
- Angaben zu Finanzinstrumenten, die einer anderen Bewertungskategorie zugeordnet wurden (Neueinstufung)
- Angaben zu Finanzinstrumenten, die auf andere übertragen wurden, ohne dass es zu einer Ausbuchung kam (Ausbuchung)
- Angaben zu gestellten und erhaltenen Sicherheiten
- Angaben zur Entwicklung von Wertberichtigungskonten auf Ausfallrisiken
- Angaben zu kombinierten Finanzinstrumenten mit vielfach eingebetteten Derivaten
- Angaben, wenn ein Unternehmen seinen eigenen Darlehensverbindlichkeiten nicht nachkommen kann

Angaben zur Gewinn- und Verlustrechnung und Eigenkapital:
- Darstellung der Nettogewinne und -verluste aus Finanzinstrumenten, gegliedert nach Bewertungskategorien
- Gesamtzinserträge und Gesamtzinsaufwendungen
- Provisionsaufwendungen und -erträge
- Zinserträge aus wertgeminderten Finanzinstrumenten
- Aufwendungen aus Wertminderungen von Finanzinstrumenten, gegliedert nach Klasse

Andere Angaben:
- Angaben zu den angewandten Bilanzierungs- und Bewertungsmethoden
- Angaben zur Bilanzierung von Sicherungsgeschäften
- Angaben zu den beizulegenden Zeitwerten (Vergleich von Buchwerten und beizulegenden Zeitwerten, Bestimmungsmethoden)

Angaben zu Risiken aus Finanzinstrumenten und deren Handhabung (Risikomanagement):
- qualitative Angaben: Beschreibung der Art und Entstehung der bestehenden Risiken sowie des Risikomanagements, einschließlich Änderungen gegenüber der Vorperiode
- quantitative Angaben: Risikoausmaß je Risikoart, insbesondere für Ausfallrisiken, Liquiditätsrisiken und Marktpreisrisiken (Sensitivität oder Value at Risk) sowie Risikokonzentrationen